# Paolo Enrico Massimo Lancellotti
Fürst Paolo Enrico Massimo Lancellotti, Principe di Prossedi (* 9. Juni 1911 auf Schloss Merode, Merode, Deutschland; † 18. Oktober 2004 in Rom) war ein italienischer Diplomat. Er war General-Statthalter des Ritterordens vom Heiligen Grab zu Jerusalem.

## Familie
Paolo Enrico war erstes von vier Kindern aus der Ehe von Luigi Massimo Lancellotti (1881–1968), Fürst von Prossedi, mit Marie-Nathalie de Merode (1884–1973). Am 29. Oktober 1947 heiratete Paolo Enrico in Rom Oretta Anna Maria dei Marchese Sacchetti (* 1923), die Tochter von Giovanni Battista Sacchetti, Marchese di Castelromani, und Matilda Lante della Rovere; aus der Ehe stammten vier Kinder. 
Familiensitz ist der 1542 errichtete Palazzo Massimo Lancellotti (Palazzo Lancelotti-Torres) an der Piazza Navona in Rom.

## Leben
Paolo Enrico Massimo Lancellotti promovierte in Rechtswissenschaften und trat in den diplomatischen Dienst ein. Er war Konsul Italiens in Tunis und Botschaftssekretär in Brüssel. Er war Botschafter Italiens beim Heiligen Stuhl, später Ernennung zum Ehrenbotschafter Italiens.
Massimo Lancellotti war Gentiluomo della Sua Santitá (Kammerherr Seiner Heiligkeit), ranghohes Mitglied des Päpstlichen Hauses und bei allen päpstlichen Zeremonien, neben den Fürsten Colonna und Orsini, präsent. Er war letzter Überbringer einer katholischen Königinnen vorbehaltenen Auszeichnung für besondere Glaubenstreue, der Goldenen Rose.
Kardinal-Großmeister Giuseppe Caprio ernannte ihn zum Generalgouverneur des Ritterordens vom Heiligen Grab zu Jerusalem. Kardinal-Großmeister Carlo Furno ernannte ihn 1995 zum General-Statthalter des Ritterordens vom Heiligen Grab zu Jerusalem. Er konnte 1995 den belgischen König Albert II. als Kollarritter des Ordens promovieren; Paola von Belgien war bereits Kollardame des Ordens. Kronprinz Philippe wurde zum Großkreuz-Ritter ernannt. Massimo Lancellotti selbst war Kollarritter des Ordens.

## Ehrungen und Auszeichnungen
- Großoffizier des Verdienstordens der Italienischen Republik (1972)[10]